# Hohe Herrlichkeit Jaarsveld

Wappen der Hohen Herrlichkeit Jaarsveld

Die Hohe Herrlichkeit Jaarsveld war ein Territorium der niederländischen Provinz Utrecht, das zwischen dem Mittelalter und 1923, der Auflösung der niederländischen Herrlichkeiten, bestand.

## Historie

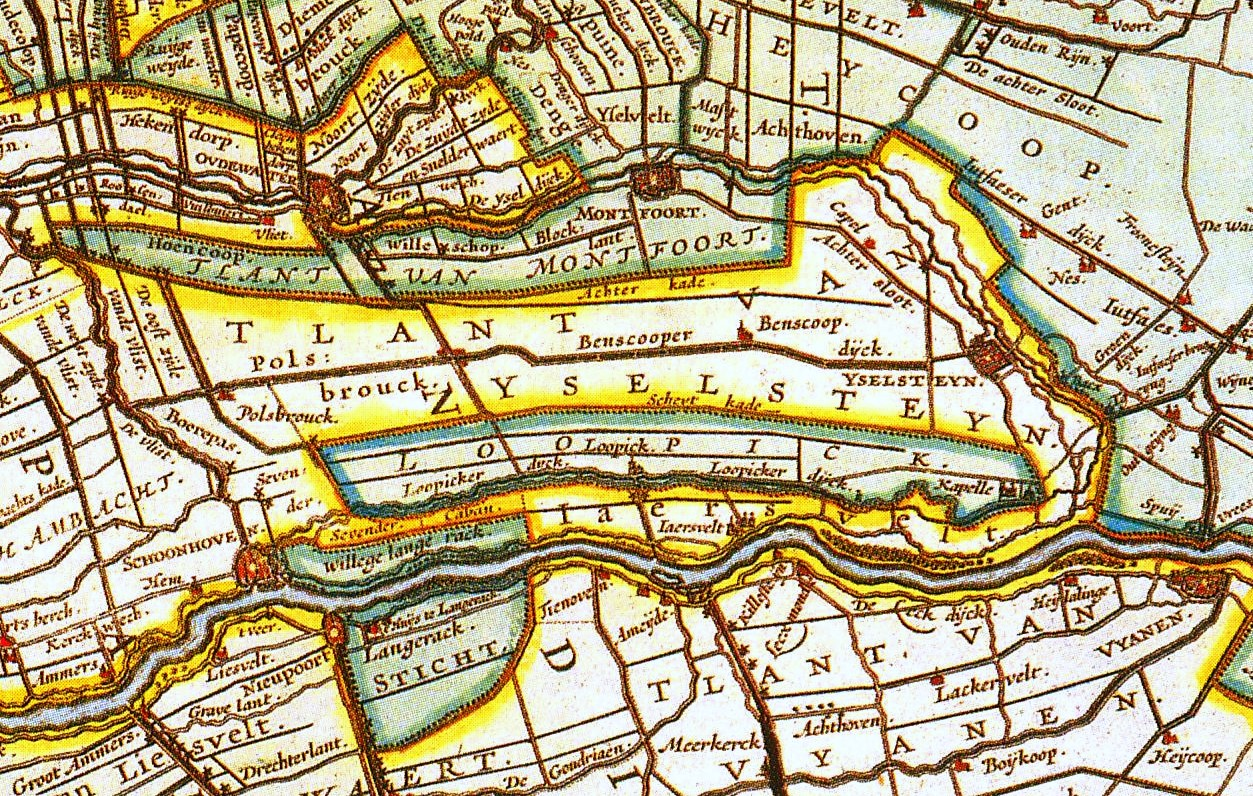
Karte der Hohen Herrlichkeit Jaarsveld (Jaersveld), durch Joan Blaeu (1665)

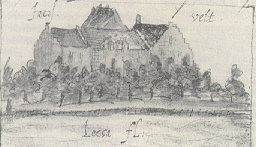
Kasteel Veldenstein

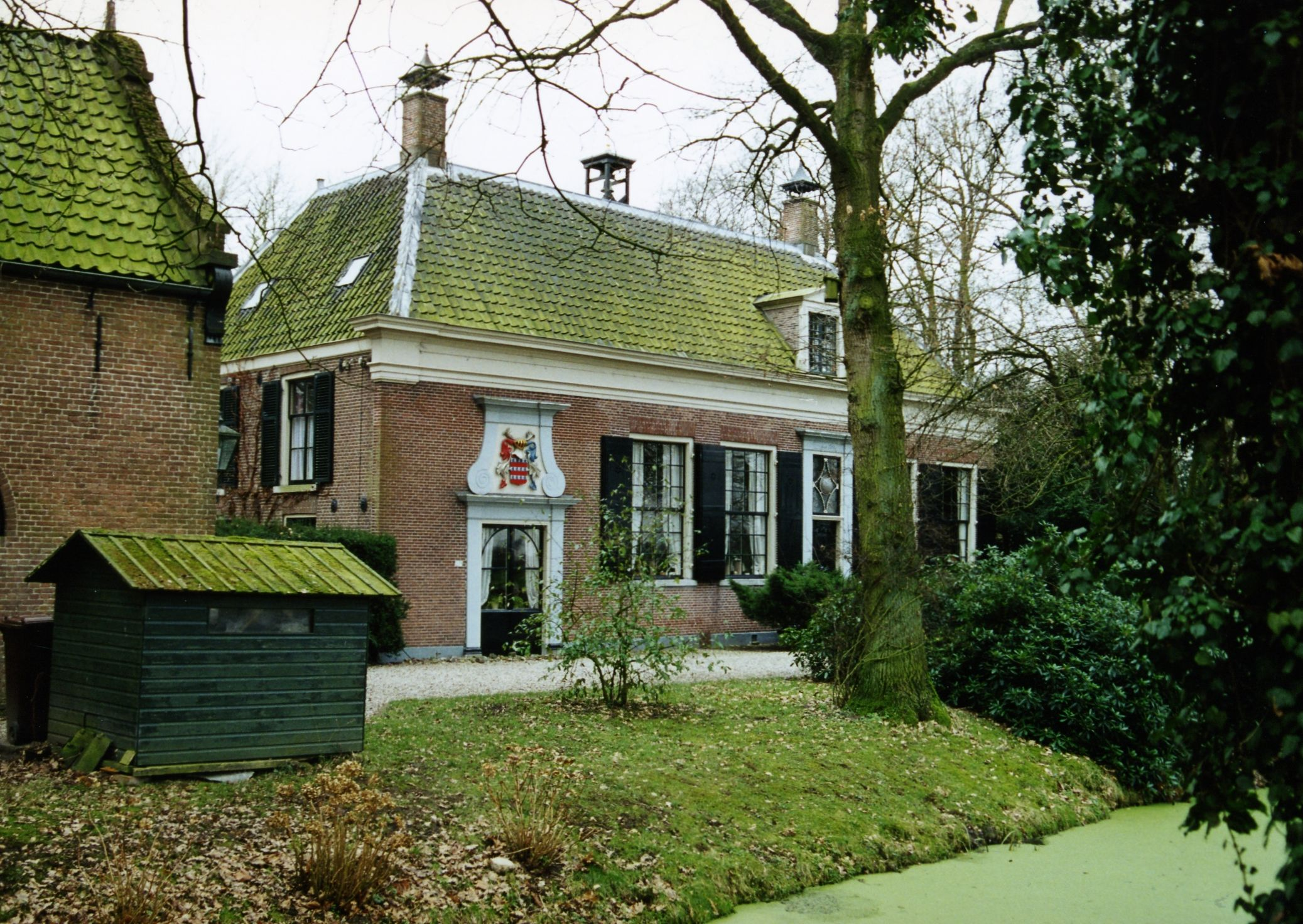
Huis te Jaarsveld

Das Gebiet um den Ort Jaarsveld hatte den Status einer hogen en vrijen heerlijkheid (Hohen und Freien Herrlichkeit). Jaarsveld (mit Willige Langerak) war ursprünglich im Besitz der Herren Uten Goye, Burggrafen von Utrecht. Das Wappen der Herrlichkeit und der vormaligen Gemeinde Jaarsveld geht auf deren Wappen zurück. Sie und deren Nachfolger führten den Titel Heer oder Vrijheer van Jaarsveld. Im Jahre 1327 ging Jaarsveld mit dem Herrschaftssitz Burg Veldenstein mit der Hohen Gerichtsbarkeit an die Grafschaft Holland, derweilen Willige Langerak ein Utrechter Lehen blieb. Im 15. Jahrhundert waren die Herren van Arkel im Besitz von Jaarsveld. Über deren Nachfolger, den Herren von Vianen gelangte die Herrlichkeit an das Haus Egmond und im Jahre 1518 durch die Heirat von Anna von Egmond-Buren mit Wilhelm I. von Oranien-Nassau an das Haus Oranien. Im Jahre 1608 verkaufte Philipp Wilhelm von Oranien-Nassau Jaarsveld an den Amsterdamer Kaufmann Johan Michielsz van Verlaer. Da die Herrlichkeit sowohl Holland als auch Utrecht verpflichtet war, brachte sie Simon van Alteren im Jahre 1640 gegen die Proteste Utrechts endgültig unter die Oberhoheit Hollands. Im Jahre 1673 wurde das Schloss Veldenstein durch französische Truppen verwüstet. Hernach wurde durch die damaligen Besitzer, den Herren Van Voorst tot Voorst und den De Graeff, das kleine Landhaus Huis te Jaarsveld erbaut. Im 18. Jahrhundert war Jaarsveld den De Witts angehörig. Unter ihrer Herrschaft zählte die Herrlichkeit zur Mitte des Jahrhunderts 195 Häuser und 1020 Morgen Grund.
Im Jahre 1798, drei Jahre nach der Ausrufung der Batavischen Republik, wurden alle Herrlichen Rechte aufgehoben. Im Jahre 1805 ist die Herrlichkeit Jaarsveld an Utrecht zurückgegangen, bei der sie bis zum vormalen Ende der Herrlichkeiten im Jahre 1923 und darüber hinaus verblieben ist.